# Passage Vallet
Le passage Vallet est une voie située dans le quartier de la Salpêtrière du 13e arrondissement de Paris.

## Situation et accès
Le passage Vallet est accessible par la ligne 6 à la station Nationale.

## Origine du nom
Cette voie doit son nom à celui d'un ancien propriétaire local.

## Historique
Ce passage, constitué de deux tronçons perpendiculaires, est ouvert et prend sa dénomination actuelle en 1860. 

## Bâtiments remarquables et lieux de mémoire
- Le passage débouche sur l'arrière de l'École nationale des arts et métiers.